# Arthur: Gatuhunden som lämnade djungeln och hittade hem
Arthur - Gatuhunden som lämnade djungeln och hittade hem är en biografi skriven av Mikael Lindnord och Val Hudson år 2016 och handlar om hur Lindnord träffade en herrelös hund under ett multisporttävling i Ecuador 2014.
Boken har översatts till flera språk och har filmatiserats i den kommande filmen Arthur the King av Lionsgate.

## Handling
Vid ett världsmästerskap i Ecuador 2014 dök en herrelös hund upp i regnskogen och Lindnord slängde till den ett par köttbullar. Hunden följde sedan efter dem på den närmare 700 kilometer långa tävlingen. När hunden hade följt med laget över mållinjen bestämde sig Lindnord att ta med hunden, som då fått namnet Arthur, till sin familj i Sverige.
Historien blev känd i stora delar av världen.

## Filmatisering
Boken har filmatiserats och Arthur the King har premiär den 22 mars 2024. Den är regisserad av Simon Cellan Jones, med Mark Wahlberg i rollen som Mikael Lindnord. som i filmen kallas Mikael Light, Simu Liu spelar Liam och Juliet Rylance spelar Mikaels hustru Helena Lindnord som i filmen kallas Helena Light. 